# NAB-cartridge
Een NAB-cartridge is een gestandaardiseerde audiocassette die in radio-uitzendingen gebruikt werd voor het afspelen van jingles, reclamespots, station-calls, muziek e.d.

## Inleiding
Tot het einde van de jaren 50 werden station-calls en reclamespots in radioprogramma's vaak nog live gezongen of gesproken, of werden afgespeeld vanaf een bandrecorder. De uitvinding in 1959 van een band in een cassette door George Eash, maakte het werk van diskjockeys en programmatechnici een stuk makkelijker. Doordat deze cassettes, in tegenstelling tot "normale" banden, razendsnel verwisseld konden worden, konden met name de rockzenders nu veel vlottere programma's brengen.
Het bedrijf "Collins Radio Company" introduceerde het systeem vervolgens op de NAB-conventie van 1959. Hierdoor zijn deze cassettes bekend als "NAB-cartridge" of kortweg "cart". De Fidelipac-cartridge was het eerste type audiocassette dat commercieel verkrijgbaar was.
Dit systeem is tot in de late jaren 90 wereldwijd gebruikt, totdat het geleidelijk werd vervangen door andere systemen zoals MiniDisc en radio-automatisering.

## Het principe

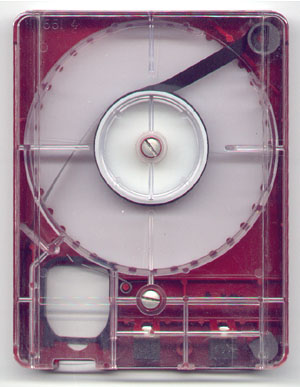
bovenaanzicht van een NAB-cartridge van het merk Fidelipac

Het principe van deze cassette is gebaseerd op een geluidsband die in een eindloze lus is opgewonden op een enkele haspel. Deze haspel is aan de bovenkant open, waardoor de band vanuit de binnenkant van de spoel via enkele geleiders langs de weergavekop wordt geleid om vervolgens aan de buitenkant van de spoel weer opgewikkeld te worden. In de oorspronkelijke versie was de band verdeeld in twee sporen, een voor mono-geluid en het andere voor een signaaltoon. Omdat de band in een eindloze lus ronddraaide, en de signaaltoon vlak voor het begin van de jingle stond, werd de band daardoor exact voor het begin van de jingle gestopt. Zo stond de cart automatisch weer startklaar voor de volgende keer. Sommige cartspelers ondersteunden het gebruik van een tweede signaaltoon, die ervoor zorgde dat na het eind van de jingle het resterende stuk band versneld werd doorgespoeld totdat het door de eerste signaaltoon, vlak voor het begin van de jingle, weer gestopt werd. Sommige apparaten ondersteunden zelfs een derde signaaltoon, die na de afgespeelde jingle een extern apparaat (bijvoorbeeld een andere cartspeler) kon aansturen. De drie signaaltonen werden onderscheiden door verschillende toonhoogten, waardoor ze probleemloos op hetzelfde geluidsspoor konden staan. Jaren voordat computers volledig automatisch radioprogramma's konden verzorgen, werden met behulp van dit systeem in de Verenigde Staten bij sommige radiostations al automatisch programma's de ether in gestuurd. In deze radiostations stond dan een muur vol cartspelers, die elk een plaat, jingle of reclamespot op een cart bevatte. Aan het eind van een (vanaf cart) afgespeelde plaat, zorgde de derde signaaltoon ervoor dat de volgende cartspeler werd gestart met daarop de volgende plaat of jingle.
In 1964 ontwikkelde Bill Lear voor de consumentenmarkt de vooral in de Verenigde Staten populair geworden 8 sporencassette. Deze cassette was gebaseerd op de NAB-cart. De afmetingen waren vrijwel gelijk aan die van de NAB-carts en ook het principe van een band opgerold in een eindloze lus was gelijk. Afgezien van het feit dat de 8-sporencassette, zoals de naam al doet vermoeden, acht geluidssporen (vier stereo-sporen) bevatte, was een ander belangrijk verschil, dat bij het 8-tracksysteem de rubber aandrukrol in de cassette zelf was bevestigd, terwijl in de NAB-cart er op die plek een gat in de onderkant van de cassette zat. De aandrukrol werd hierbij vanuit de speler in de cassette gedraaid, waarmee hij de band tegen de toonas aandrukte.
De band die gebruikt wordt in carts heeft dezelfde breedte van ¼ inch die ook in standaardbandrecorders wordt gebruikt. Een belangrijk verschil is echter, dat deze band aan de achterkant een speciale gladde coating heeft. Vaak is grafiet een belangrijk bestanddeel van deze coating. Dit is nodig omdat door de constructie van de eindloze lus de band soepel over zichzelf heen moet kunnen glijden. Deze band wordt ook wel "lubricated-tape" of kortweg "lub-tape" genoemd.

## Uitvoeringen

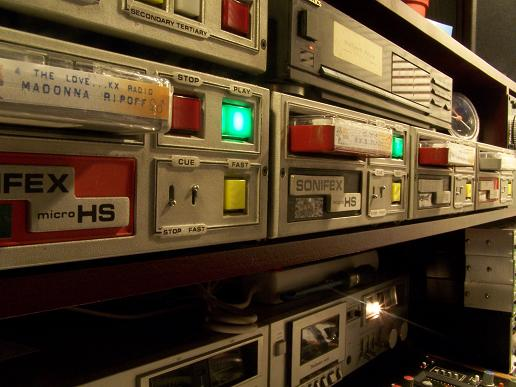
NAB-cartridges in Sonifex HS jinglemachines

In de jaren 60 kwamen er ook apparaten voor stereoweergave beschikbaar. Hierbij werd de band verdeeld in drie sporen, twee voor audio en een voor de signaaltonen.
De standaardbandsnelheid voor NAB-carts bij radio-uitzendingen is 19 cm/s, hoewel sommige apparaten ook op 9,5 of zelfs 38 cm/s kunnen opnemen en/of afspelen.
Bij de oorspronkelijke Fidelipac- en ATC- (Automatic Tape Cartridge) machines moest men handmatig een hendel overhalen waarmee de aandrukrol tot vlak voor de band naar binnen werd gedraaid. Bij de latere Collins- en Spotmaster-machines wordt deze handeling automatisch uitgevoerd zodra de cart in het apparaat werd geduwd. Vervolgens wordt bij al de genoemde systemen, zodra men op de startknop drukt, de aandrukrol door een elektromagneet tegen de band en toonas aangedrukt. Dit geeft een "klak"-geluid, bij het ene model harder dan bij het andere. Bij self-supportstudio's (waarbij de diskjockey zelf de apparatuur bedient), kan dit storend zijn in de uitzending. Het merk Sonifex heeft dit later (in de jaren 80) opgelost door de aandrukrol niet meer met een elektromagneet, maar met een vrijwel geluidloos servomotortje tegen de band en toonas aan te drukken. Sonifex werd vanaf medio 1974 tot ongeveer 2002 door de NPO gebruikt in de radio studio's van o.a. Hilversum 3 en later Radio 3.
Er zijn drie afmetingen van Fidelipac-carts leverbaar. De grote carts met de A-afmeting voor het afspelen van langere opnamen of zelfs programma's, de kleinere en bekendste AA-afmeting, en een derde type waarbij de carts zelfs groter waren dan die van het A-formaat.
Er zijn ook er erg veel uitvoeringen van spelers op de markt geweest. Een opmerkelijk type was waarbij er drie of zelfs meer spelers bovenop elkaar waren uitgevoerd, die een motor en een doorlopende toonas deelden.
Behalve cartspelers bestonden er ook cart-speler/recorders. Vaak hadden radiostations meerdere spelers in de studio staan en slechts enkele speler/recorders.

## Merken
Bekende fabrikanten van cartspelers en -recorders waren Broadcast Electronics" (Spotmaster), Plessey, ITC (International Tapetronics Corporation) en Sonifex.